# Ruellia longipedunculata
Ruellia longipedunculata là một loài thực vật có hoa trong họ Ô rô. Loài này được Lindau miêu tả khoa học đầu tiên năm 1895.